# Стрельников, Иван Иванович

Братская могила героев Даманского, Дальнереченск

Надгробие на могиле ст. лейтенанта Стрельникова

Ива́н Ива́нович Стре́льников (9 мая 1939 — 2 марта 1969) — советский пограничник, старший лейтенант, Герой Советского Союза (посмертно).
Погиб во время пограничного конфликта с Китаем на острове Даманский.

## Биография
Родился 9 мая 1939 года в семье потомственных хлеборобов села Большой Хомутец Добровского района (ныне — Липецкой области).
Весной 1940 года, когда ему исполнилось полгода, семья переехала на родину матери в Сибирь и поселилась в селе Любчино Оконешниковского района Омской области. Окончив четыре класса в Любчине, Иван продолжал учёбу в Оконешниковской средней школе. Трудовую жизнь начал в полеводческой бригаде колхоза «Знамя Ильича» учётчиком и помощником бригадира.
В 1958 году был призван на действительную службу в Пограничные войска КГБ СССР. Служил кавалеристом учебного кавдивизиона, по окончании которого был назначен командиром отделения школы сержантского состава. Затем — старшина пограничного поста в 77-м Бикинском пограничном отряде Тихоокеанского пограничного округа. За время срочной службы отлично закончил экстерном среднюю школу.
В 1960 году вступил в КПСС.
В 1962 году окончил курсы младших лейтенантов при Московском высшем пограничном командном училище, получил первое офицерское звание (младший лейтенант) и назначен заместителем начальника 21-й пограничной заставы 77-го пограничного отряда по политической части. В 1965 году экстерном окончил Дальневосточное высшее общевойсковое командное училище, в том же году назначен начальником 1-й пограничной заставы 57-го пограничного отряда, с 1967 года — начальник 2-й пограничной заставы «Нижне-Михайловская». Стремясь стать офицером высокого класса, готовился к поступлению в Военную академию.
2 марта 1969 года вооружённый китайский отряд перешёл советскую государственную границу в районе заставы «Нижне-Михайловская» (остров Даманский) Уссурийского ордена Трудового Красного Знамени пограничного отряда Тихоокеанского пограничного округа. Старший лейтенант Стрельников Иван Иванович смело вышел навстречу к нарушителям границы с мирным предложением покинуть территорию Советского Союза, но был зверски убит из засады, устроенной китайскими провокаторами. Вместе со Стрельниковым И. И. погибли семеро его боевых товарищей, но оставшиеся в живых пограничники держались до последнего и выстояли.
Указом Президиума Верховного Совета СССР от 21 марта 1969 года старшему лейтенанту Стрельникову Ивану Ивановичу присвоено звание Героя Советского Союза (посмертно).
Похоронен с воинскими почестями в городе Имане (ныне город Дальнереченск) Приморского края. Постановлением Совета Министров РСФСР от 13.06.1969 пограничной заставе, начальником которой был Герой Советского Союза Стрельников Иван Иванович, присвоено его имя.
Указом Президиума Верховного Совета РСФСР от 26.06.1969 года село Любчино Оконешниковского района Омской области переименовано в село Стрельниково. Также имя Героя носят улицы во Владивостоке, Хабаровске, Омске, Биробиджане, Бикине (Хабаровский край). В 1969 году большой рыболовный траулер получил имя «Пограничник Стрельников».

## Награды
- Присвоено звание Героя Советского Союза (посмертно)[2].
- Награждён орденом Ленина (посмертно)[2].

## Память
- Именем Стрельникова были названы:
  - пик Стрельникова, 3284 м, самая высокая вершина Тункинских Альп (Восточные Саяны) была названа его именем в мае 1969 года.
  - советская пограничная застава имени Героя Советского Союза И. И. Стрельникова[1] (в настоящее время — 77-й Бикинский пограничный отряд, Дальневосточный пограничный округ РФ).
  - село Стрельниково в Оконешниковском районе Омской области (в котором был создан музей И. И. Стрельникова)[1].
  - пионерский лагерь в п. г. т. Оконешниково Омской области (ныне МБУ «Оконешниковский ДООЛ им. И. И. Стрельникова»), на территории которого Герою установлен памятник.
  - Средняя общеобразовательная школа № 4 имени И. И. Стрельникова в Омске.
  - Политехнический лицей имени Героя Советского Союза И. И. Стрельникова в Хабаровске.
  - пионерский лагерь в посёлке Чернолучье Омского района Омской области (ныне база отдыха имени Стрельникова). На территории пионерского лагеря находился памятник Стрельникову[3]. Ныне памятник демонтирован.
  - большой морской рыболовный траулер «Пограничник Стрельников» Тихоокеанского флота[1] 1969 года постройки, после пожара в 1994 году был разобран на металлолом[4].
  - улицы во Владивостоке, Омске, Хабаровске, Бикине, Артёме и в посёлке Реболы.
- В Омске ежегодно в декабре проводится турнир по армейскому рукопашному бою среди детей памяти Ивана Стрельникова.
- В селе Оконешниково Омской области Стрельникову стоит памятник[5]
- В Пожарском районе Приморского края именем Стрельникова названо село, гора и горный хребет.

## Интересные факты
- Старший лейтенант Стрельников Иван Иванович очень любил шутить, называл себя «победным». Оттого, что родился 9 мая, хотя и за 6 лет до Дня Победы, и сын его появился на свет 9 мая.
- Был отчаянно смелым и храбрым человеком, и его очень любили и солдаты, и местные жители.